# Platymischos atriventris
Platymischos atriventris là một loài tò vò trong họ Ichneumonidae.